# Liolaemus pseudoanomalus
Liolaemus pseudoanomalus är en ödleart som beskrevs av Hermann Burmeister 1861. Liolaemus pseudoanomalus ingår i släktet Liolaemus och familjen Tropiduridae. Inga underarter finns listade i Catalogue of Life.